# Harsányi István (közgazdász)
Harsányi István (Budapest, 1913. március 9. – Budapest, 1985 október 3.) közgazdász, egyetemi tanár.

## Családja
Anyja Krausz Matild, apja Róth Ödön (–1930) grafikus.
Felesége: Soós Magda író, újságíró. Három leányuk Éva (1946–1992) műfordító, Judit (1948–) villamosmérnök, Vera (1954–) orvos

## Tanulmányai
A József Nádor Műszaki és Gazdaságtudományi Egyetemen (JNMGE) közgazdász oklevelet (1940), és közgazdász doktori oklevelet szerzett (1941), a közgazdaság-tudományok kandidátusa (1961).

## Pályafutása
A Magyar Ipar és Kereskedelmi Rt. tisztviselője (1933–1938), az Indorg Pszichotechnikai Intézet laboratórium vezetője (1938–1942).  A Joint belügyminiszteri biztosa,majd az Ipari Termelési Tanácsban dolgozik  (1945–1947), a Munkatudományi és Racionalizálási Intézet igazgatóhelyettese (1948–1949).
A  Budapesti Műszaki Egyetem Üzemi Tervgazdasági Tanszék alapító tanszékvezetője (1949–1953), az Ipari Üzemgazdasági Tanszék  egyetemi docense (1953–1965), tanszékvezető egyetemi tanára (1965. augusztus 1.–1978.). Professzor emeritus (1978-1985).
Tudományos pályafutásának kezdetén pályaalkalmassági  kérdésekkel foglalkozott, a pályaválasztási képességvizsgálatok bevezetésének egyik magyarországi kezdeményezője, elsők között vizsgálta az ipari tanulók munkaalkalmasságát. Később érdeklődése ipari vezetéselméleti, üzemszervezési, ergonómiai kutatások felé fordult új terv-, norma- és prémium rendszereket dolgozott ki. Az ötvenes évek közepén létrehozta a posztgraduális gazdasági-mérnök képzést, valamint számos további menedzserképzési formával gazdagította az oktatást.Jelentős szerepet játszott 1974-ben a BME-n a villamosmérnöki szervezői-szakmérnök képzés beindításában. Elsők között tanított hazánkban kapitalista vállalatvezetést és írt a számítástechnika alkalmazásáról a vállalat vezetésben. Kortársait megelőzve kezdett el foglalkozni a szellemi munka értékével a tudományos kutatás és fejlesztés elvi és módszertani kérdéseivel.
Az új gazdasági mechanizmus kidolgozásában aktívan részt vett, Nyers Rezső vezette területen.
Alapító tagja és társelnöke volt a Szervezési és Vezetéstudományi Társaságnak. Alapító tagja volt az MTA Ipargazdasági Bizottságának.

## Emlékezete
Emlékére a Szervezési és Vezetési Tudományos Társaság és a Manager Képzés Alapítvány Harsányi István-díjat alapított. (a menedzsment témakörben készített kiemelkedő színvonalú diplomatervek, PhD-dolgozatok, illetve tudományos diákköri munkák elismeréseként, 1991-ben. A Magyar Innovációs Szövetség 2004-től szervezi a díjjal kapcsolatos adminisztratív feladatokat).

## Kitüntetései
- Munka Érdemrend ezüst és arany fokozat
- „Az oktatás kiváló dolgozója”
- „A gépipar kiváló dolgozója”
- MTESZ díj
- BME Aranygyürű

## Egyéb tevékenysége
A Többtermelés és az Ipargazdaság c. folyóiratok felelős szerkesztője. A Szervezési s Vezetési Társaság egyik alapítója 1970-ben, elnöke és társelnöke.

## Főbb művei
- A tanonc képességvizsgálat és pályaválasztás az OTI-nál. Egyetemi doktori értekezés (Bp., 1941)
- A racionalizálás időszerű kérdései. (Többtermelés, 1947)
- A Gázművek gázmérő üzemeinek racionális termelése. (Magyar Technika, 1948)
- Munkabérrendszerek. A kapitalista és szocialista bérrendszerek ismertetése. (A Szakszervezeti Tanácsnál tartott előadás. Bp., 1948)
- Munkanormák a Szovjetunióban. (Magyar–Szovjet Közgazdasági Szemle, 1949)
- Üzemi tervgazdálkodás. (Bp., 1950)
- Az utasítás továbbításának néhány korszerű eszköze a Szovjetunióban. (Többtermelés, 1951)
- Tyeplov, G. V.: Gépgyárak gazdasági tervezése. Sajtó alá rendezés (Bp., 1951)
- Szakszaganszkij, T. G.: A gyártás szervezése a gépgyárakban. Sajtó alá rendezése (Bp., 1951)
- Műszaki norma. (Bp., 1951,  2. átdolgozott kiadás 1954)
- Kemenicer, C. E.: A szocialista iparvállalatok tervezése és szervezése. Sajtó alá rend. (Bp., 1952)
- A termelési kapacitásról. – Az ütemes termelés. (Munka, 1952)
- Gépgyárak tervezése, szervezése. I–II. köt. Egyetemi jegyzett (Bp., 1952,  2. kiadás. 1955)
- A gyártási ciklusidő számítás-tervezése. (A Mérnöki Továbbképző Intézet előadásai. Bp., 1953)
- Műszaki és szervezési intézkedések terve. (Munka, 1953)
- Gazdasági feladatok a diplomatervekben. (Felsőoktatási Szemle, 1953)
- Az ipari tudományos egyesületek feladatai a tervezés és a szervezés terén. (Többtermelés, 1953)
- A termelés vezetésének, tervezésének és szervezésének oktatásáról. (Többtermelés, 1954)
- Iparvállalatok vezetése, tervezése, szervezése. Szerk. Ill. Pessek Miklós (Bp., 1955)
- Az iparvállalati tervezés és szervezés oktatásáról. (Közgazdasági Szemle, 1955)
- A munkanormáról. (Munka, 1955)
- Hazai sajátosságok a második ötéves tervben. (Többtermelés, 1956)
- A közgazdasági mérnök. (Műszaki Élet, 1956. 14.)
- A minisztériumok újjászervezéséért. (Műszaki Élet, 1957. 2.)
- A marxista közgazdaság-tudomány új ága, a konkrét gazdaságtan. (Közgazdasági Szemle, 1957)
- Ipari üzemgazdaságtan. Egyetemi jegyzett Fáth Jánossal. (Bp., 1957,  2. kiadás 1958,  3. kiadás 1959,  4. kiadás 1960)
- Az üzemi pszichológiáról. – Az ökonometriáról. (Műszaki Élet, 1958)
- üzemgazdaságtan kialakulásának vázlata. Egyetemi jegyzet (Bp., 1958,  2. kiadás 1959)
- Üzemgazdaságtan. I. Gépipari technikumi tankönyv. (Bp., 1958,  4. kiadás 1960,  5. kiadás 1962,  6. kiadás 1963)
- Az Über die Proportionen der ingenieur–technischen Arbeit. (Periodica Polytechnica. Electrical Engineering, 1960)
- A mérnökök és technikusok munkájáról, társadalmi anyagi helyzetéről. Monográfia és kand. értek. is. (Bp., 1961)
- Über Wesen und Eigenart der industrieökonomischen wissenschaftlichen Arbeit und über einige ihrer Probleme in Ungarn. Zentai Bélával. (Periodica Polytechnica. Electrical Engineering, 1963)
- Gvisziani, D. M.: A biznisz szociológiája. Az amerikai management elmélet kritikai ismertetése. A bevezető tanulmányt írta. (Bp., 1965,  2. kiadás 1969)
- Ipargazdaságtan. Az automatizálás. Tankönyv. (Bp., 1965,  2. kiadás 1967,  3. kiadás 1969)
- Munkaszervezés. A munkanorma, a bérezése. (Bp., 1965,  2. kiadás 1968,  3. kiadás 1969)
- A műszer- és automatikaipar. (Bp., 1967)
- Fejezetek az iparvállalatok gazdasági, szervezési, vezetési témaköréből. I. kötet Összeáll. Kocsis Józseffel, Ladó Lászlóval. (Bp., 1969,  2. kiadás 1970,  4. kiadás 1974)
- Fejezetek az iparvállalatok gazdasági, szervezési, vezetési témaköréből. II. kötet Összeáll. Kocsis Józseffel, Szántó Sándornéval. (Bp., 1972)
- Szervezési és vezetési fogalmak. Szerk. Gyökér Irénnel. (Bp., 1972)
- A szervezés és vezetés tudományos alapjairól. Irányzatok– iskolák. (Ipargazdasági értekezések. 7. Bp., 1974)
- Szervezési és vezetési fogalmak értelmezése. Gyökér Irénnel. (Bp., 1975,  6. kiadás 1981,  7. kiadás 1982,  8. kiadás 1987)
- Vezetői alkalmasság – vezetői készség. Engländer Tiborral, Kovács Zoltánnal. (Bp., 1975)
- A polgári vezetéstudomány egy új irányzatáról. (Magyar Tudomány, 1978)
- Az új tudományos eredmények bevezetésének helyzete, problémái a termelésben. A várnai nemzetközi vezetéstudományi konferencia plenáris ülésén elhangzott előadás szerkesztett változata. (Bp., 1982)
- A vállalati vezetéselmélet és módszertana. 2. A tőkés gazdálkodás új szervezeti formái. (A Mérnöki Továbbképző Intézet kiadványai. Bp., 1983)
- A vállalati vezetéselmélet és módszertana. 3. A vezetés modellje, a tőkés management első és második fejlődési szakasza. (A Mérnöki Továbbképző Intézet kiadványai. Bp., 1985,  2. kiadás 1987)
- Fejlett tőkés országok – fejlődő országok. MLEE tankönyv. Szerk. Babirák Ilonával, Péntek Imrével. (Bp., 1985–1986).